# Марк Горацій Пульвілл
Марк Горацій Пульвілл (лат. Marcus Horatius Pulvillus; ? — після 507 до н. е.) — політичний, державний та військовий діяч ранньої Римської республіки, консул 509 та 507 років до н. е.

## Життєпис
Походив з патриціанського роду Гораціїв. Син Марка Горація, предки якого були серед родичів царів Тулла Гостилія та Луція Тарквінія Пріска. Пульвілл був спадкоємцем царської влади третьої черги — після Тита, Аррунта й Секста Тарквініїв (перша черга), Луція Юнія Брута та Луція Тарквінія Коллатіна (друга черга).
Марк Горацій Пульвілл брав участь у походах царя Тарквінія Гордого в останні роки його володарювання. У 509 році до н. е. разом з Брутом та Коллатіном брав участь у поваленні царя. Надалі був учасником захисту міста під час облоги з боку Тарквінія Гордого та Мамілія Октавія. Того ж року після загибелі Брута й Лукреція Триципітіна та вигнання Тарквінія Коллатіна його призначено консулом-суффектом.
У 507 році до н. е. обрано ординарним консулом спільно з Публієм Валерієм Публіколою. Вдвох вони відбили напад сабінян. У подальшому відповідав за захист міста під час походу Публіколи проти сабінян. Під час своєї каденції висвятив Храм Юпітера. Про подальшу долю немає відомостей.

## Родина
- Гай Горацій Пульвілл, консул 477 року до н. е.